# Antarktiszi kutatóállomások listája

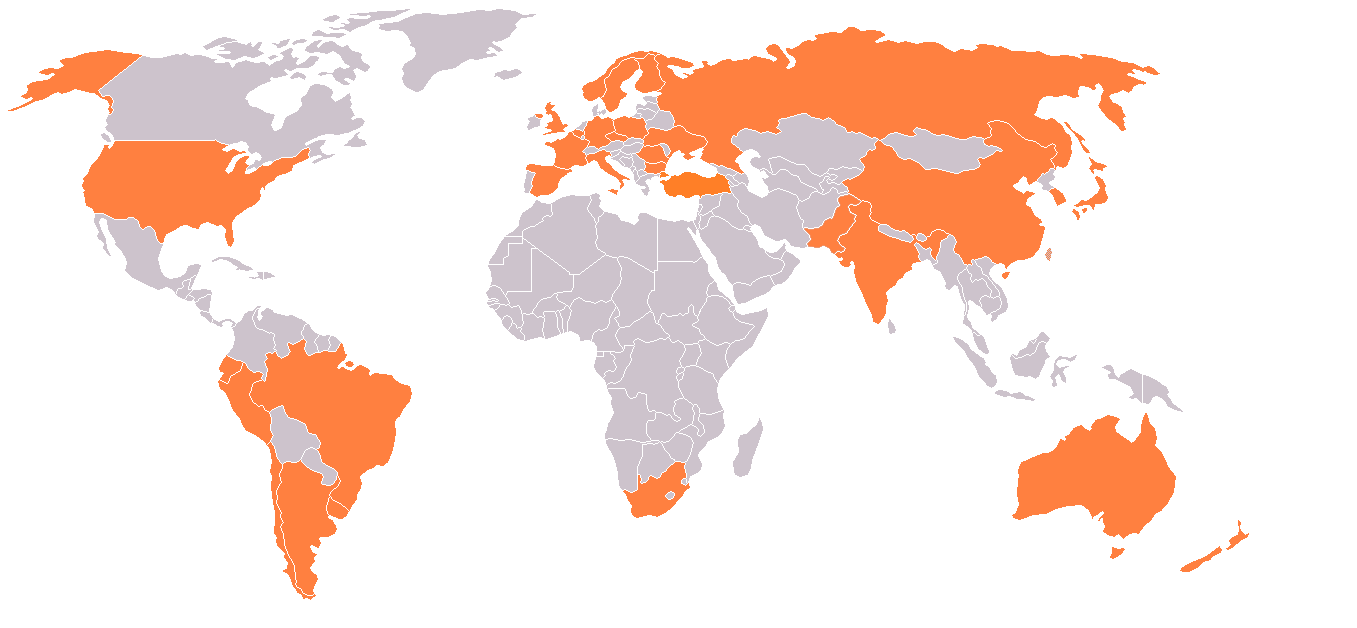
Országok, melyek kutatóállomást tartanak fenn az Antarktiszon (2016)

Az Antarktiszon több ország is fenntart állandó kutatóállomásokat. Ezek közül több egész évben lakott.
2006. októberi helyzet szerint 30 állam, valamennyi az Antarktisz-egyezmény aláírója, tart fenn szezonális, csak nyáron működő, vagy egész évben lakott bázisokat az antarktiszi szárazföldön vagy a környező vizeken lévő szigeteken.
A bázisok lakossága tudományos munkát végző kutatókból és az ő munkájukat és a bázis működtetését segítő személyzetből áll. Az Antarktiszon nyaranként körülbelül 4000 fő dolgozik. Télen ez a szám lecsökken 1000 főre. Az állandó kutatóállomások mellett időszakosan működő úgynevezett táborok segítik a tudományos munkát. Ezeknek a száma körülbelül 30.

## Kutatóállomások
| Állomás                                                                             | Nyitva                                       | Ország                         | Alapítva | Működtető/ Tevékenység | Hely                                    | Koordináták | Időzóna |
| ----------------------------------------------------------------------------------- | -------------------------------------------- | ------------------------------ | -------- | --- | --------------------------------------- | --- | ------- |
| Aboa kutatóállomás                                                                  | nyár                                         | Finnország                     | 1988     | Finn Antarktiszi Kutatóprogram | Maud királyné föld                      | d. sz. 73° 03′, ny. h. 13° 25′73.050000°S 13.416667°WAboa (Finland)                                                |         |
| Almirante Brown kutatóállomás                                                       | nyár                                         | Argentína                      | 1951     | Argentin Antarktisz | Antarktiszi-félsziget                   | d. sz. 64° 53′ 43″, ny. h. 62° 52′ 14″64.895278°S 62.870556°WAlmirante Brown Antarctic Base (Argentina)            | UTC-3   |
| Amundsen–Scott déli-sarki kutatóállomás                                             | állandó                                      | USA                            | 1957     | Amerikai Antarktiszi Kutatóprogram | a földrajzi Déli-sark                   | d. sz. 90°, k. h. 0°90.000000°S 0.000000°EAmundsen-Scott South Pole Station (USA)                                  | UTC+12  |
| Artigas kutatóállomás                                                               | állandó                                      | Uruguay                        | 1984     | Uruguayi Antarktiszi Intézet | György király-sziget                    | d. sz. 62° 11′ 03″, ny. h. 58° 54′ 12″62.184278°S 58.903306°WArtigas Base (Uruguay)                                | UTC-3   |
| Aszuka kutatóállomás                                                                | automata                                     | Japán                          | 1985     | Nemzeti Sarkkutató Intézet | Maud királyné föld                      | d. sz. 71° 31′ 34″, k. h. 24° 08′ 17″71.526111°S 24.138056°EAsuka Station (Japan)                                  |         |
| Belgrano II kutatóállomás                                                           | állandó                                      | Argentína                      | 1979     | meteorológiai állomás | Coats-föld                              | d. sz. 77° 52′ 28″, ny. h. 34° 37′ 15″77.874389°S 34.620806°WGeneral Belgrano II (Argentina)                       | UTC-3   |
| Bellingshausen kutatóállomás                                                        | állandó                                      | Oroszország                    | 1968     | | György király-sziget                    | d. sz. 62° 11′ 47″, ny. h. 58° 57′ 39″62.196389°S 58.960833°WBellingshausen Station (Russia)                       |         |
| Bernardo O'Higgins kutatóállomás                                                    | állandó                                      | Chile                          | 1948     | Chilei hadsereg ellátóbázis | Antarktiszi-félsziget                   | d. sz. 63° 19′ 15″, ny. h. 57° 53′ 56″63.320833°S 57.898944°WBernardo O'Higgins Riquelme Station (Chile)           | UTC-4   |
| Bharathi kutatóállomás (tervezett)                                                  | állandó                                      | India                          | 2012     | Indiai Antarktiszi Kutatóprogram |                                         | |         |
| Byrd kutatóállomás                                                                  | nyár                                         | USA                            | 1957     | Amerikai Antarktiszi Kutatóprogram | Marie Byrd-föld                         | d. sz. 80° 01′ 00″, ny. h. 119° 32′ 00″80.016667°S 119.533333°WByrd Station (USA)                                  |         |
| Cámara kutatóállomás                                                                | időszakos                                    | Argentína                      | 1953     | | Félhold-sziget                          | d. sz. 62° 35′ 39″, k. h. 59° 55′ 08″62.594167°S 59.918889°ECámara kutatóállomás                                   | UTC+3   |
| Capitán Arturo Prat kutatóállomás                                                   | állandó                                      | Chile                          | 1947     | Chilei tengerészet | Greenwich sziget                        | d. sz. 62° 28′ 45″, ny. h. 59° 39′ 51″62.479167°S 59.664167°WCaptain Arturo Prat Base (Chile)                      | UTC-4   |
| Carlini kutatóállomás                                                               | állandó                                      | Argentína                      | 1953     | állatvilág, meteorológia | György király-sziget                    | d. sz. 62° 14′ 17″, ny. h. 58° 40′ 00″62.237972°S 58.666722°WCarlini kutatóállomás                                 | UTC-3   |
| Casey kutatóállomás                                                                 | állandó                                      | Ausztrália                     | 1959     | Ausztrál Antarktiszi Divízió | Vincennes-öböl                          | d. sz. 66° 16′ 56″, k. h. 110° 31′ 32″66.282111°S 110.525528°ECasey Station (Australia)                            | UTC+8   |
| Comandante Ferraz kutatóállomás                                                     | állandó                                      | Brazília                       | 1984     | | György király-sziget                    | d. sz. 62° 05′ 00″, ny. h. 58° 23′ 28″62.083333°S 58.391167°WComandante Ferraz Brazilian Antarctic Base (Brazil)   |         |
| Concordia kutatóállomás                                                             | állandó                                      | Franciaország · Olaszország    | 2005     | | Dome C, Antarktiszi plató               | d. sz. 75° 06′ 00″, k. h. 123° 20′ 00″75.100000°S 123.333333°EConcordia Station (France)                           |         |
| Dakshina Gangotri kutatóállomás                                                     | 1990-től a Maitri kutatóállomás helyettesíti | India                          | 1984     | Indiai Antarktiszi Kutatóprogram | Maud királyné föld                      | d. sz. 70° 45′, k. h. 11° 46′70.750000°S 11.766667°EDakshin Gangotri Station (India)                               |         |
| Davis kutatóállomás                                                                 | állandó                                      | Ausztrália                     | 1957     | Ausztrál Antarktiszi Divízió | Erzsébet hercegnő föld                  | d. sz. 68° 34′ 35″, k. h. 77° 58′ 09″68.576472°S 77.969222°EDavis Station (Australia)                              | UTC+7   |
| Decepción kutatóállomás                                                             | időszakos                                    | Argentína                      | 1948     | | Csalódás-sziget                         | d. sz. 62° 58′ 31″, k. h. 60° 41′ 52″62.975278°S 60.697778°EDecepción kutatóállomás                                | UTC+3   |
| Dómu Fudzsi kutatóállomás                                                           | állandó                                      | Japán                          | 1995     | Nemzeti Sarkkutató Intézet | Maud királyné föld                      | d. sz. 77° 19′ 01″, k. h. 39° 42′ 12″77.316944°S 39.703333°EDome Fuji Station (Japan)                              |         |
| Dumont d'Urville kutatóállomás                                                      | állandó                                      | Franciaország                  | 1956     | | Adélie-föld                             | d. sz. 66° 39′ 47″, k. h. 140° 00′ 05″66.663139°S 140.001472°EDumont d'Urville Station (France)                    | UTC+10  |
| Presidente Eduardo Frei Montalva kutatóállomás és Villa Las Estrellas kutatóállomás | állandó                                      | Chile                          | 1969     | Chilei Légierő | György király-sziget                    | d. sz. 62° 11′ 42″, ny. h. 58° 58′ 42″62.195000°S 58.978333°WBase Presidente Eduardo Frei Montalva (Chile)         | UTC-4   |
| Esperanza kutatóállomás                                                             | állandó                                      | Argentína                      | 1975     | Laboratórium és meteorológiai állomás, rádió, iskola és turisták ellátására alkalmas                                                   | Hope-öböl                               | d. sz. 63° 23′ 50″, ny. h. 56° 59′ 49″63.397306°S 56.997028°WEsperanza Base (Argentina)                            | UTC-3   |
| Gabriel de Castilla kutatóállomás                                                   | nyár                                         | Spanyolország                  | 1989     | tengerbiológia | Csalódás-sziget                         | d. sz. 62° 58′ 40″, ny. h. 60° 33′ 38″62.977917°S 60.560667°WGabriel de Castilla Spanish Antarctic Station (Spain) |         |
| Gonzalez Videla kutatóállomás                                                       | nyár                                         | Chile                          | 1951     | | Paradise-öböl                           | d. sz. 64° 49′ 24″, ny. h. 62° 51′ 29″64.823333°S 62.858056°WGonzalez Videla Station (Chile)                       |         |
| Great Wall kutatóállomás                                                            | állandó                                      | Kína                           | 1985     | meteorológia | György király-sziget                    | d. sz. 62° 13′ 02″, ny. h. 58° 57′ 42″62.217222°S 58.961528°WGreat Wall Station (China)                            |         |
| Halley kutatóállomás                                                                | állandó                                      | Egyesült Királyság             | 1956     | Brit Antarktiszi Program | Brunt-jégself                           | d. sz. 75° 35′ 00″, ny. h. 26° 34′ 00″75.583333°S 26.566667°WHalley Research Station (UK)                          |         |
| Henryk Arctowski kutatóállomás                                                      | állandó                                      | Lengyelország                  | 1977     | óceán-biológia, oceanográfia, geológia, geomorfológia, glaciológia, meteorológia, klimatológia, szeizmológia, magnetológia és ökológia | György király-sziget                    | d. sz. 62° 09′ 00″, ny. h. 58° 28′ 02″62.150039°S 58.467250°WHenryk Arctowski Polish Antarctic Station (Poland)    |         |
| Jinnah kutatóállomás                                                                | nyár                                         | Pakisztán                      | 1991     | Pakisztáni Antarktiszi Program | Sør Rondane hegység, Maud királyné föld | d. sz. 70° 24′, k. h. 25° 45′70.400000°S 25.750000°EJinnah Antarctic Station (Pakistan)                            |         |
| Juan Carlos I kutatóállomás                                                         | nyár                                         | Spanyolország                  | 1988     | CSIC | South-öböl, Livingston-sziget           | d. sz. 62° 39′ 46″, ny. h. 60° 23′ 25″62.662750°S 60.390361°WJuan Carlos I Base (Spain)                            |         |
| King Sejong kutatóállomás                                                           | állandó                                      | Dél-Korea                      | 1988     | Koreai Antarktiszi Kutatóprogram | György király-sziget                    | d. sz. 62° 13′ 23″, ny. h. 58° 47′ 13″62.223111°S 58.787056°WKing Sejong Station (South Korea)                     |         |
| Kohnen kutatóállomás                                                                | nyár                                         | Németország                    | 2001     | Alfred Wegener Intézet | Maud királyné föld                      | d. sz. 75° 00′, k. h. 0° 04′75.000000°S 0.066667°EKohnen-Station (Germany)                                         |         |
| Kunlun kutatóállomás                                                                | nyár                                         | Kína                           | 2009     | Kínai Arktiszi és Antarktiszi Adminisztráció                                                                                           | Dome A                                  | d. sz. 80° 25′ 01″, k. h. 77° 06′ 58″80.416944°S 77.116111°EKunlun Station (China)                                 |         |
| Law–Racoviță kutatóállomás                                                          | nyár                                         | Románia                        | 1986     | Román Sarkkutató Intézet | Erzsébet hercegnő-föld                  | d. sz. 69° 23′ 19″, k. h. 76° 22′ 51″69.388583°S 76.380764°ELaw-Racoviţă Station (Romania)                         |         |
| Leningradszkaja kutatóállomás                                                       | újranyílt 2007/2008-ban                      | Oroszország                    | 1971     | Orosz Antarktiszi Expedíció | Oates-part, Viktória-föld               | d. sz. 69° 30′ 00″, k. h. 159° 23′ 00″69.500000°S 159.383333°ELeningradskaya Station (Russia)                      |         |
| Machu Picchu kutatóállomás                                                          | nyár                                         | Peru                           | 1989     | Perui Antarktiszi Intézet (INANPE) | György király-sziget                    | d. sz. 62° 05′ 30″, ny. h. 58° 28′ 15″62.091639°S 58.470944°WMachu Picchu Research Station (Peru)                  |         |
| Macquarie Island kutatóállomás                                                      | állandó                                      | Ausztrália                     | 1911     | Ausztrál Antarktiszi Divízió | Macquarie-sziget                        | d. sz. 54° 29′ 56″, k. h. 158° 56′ 16″54.498944°S 158.937639°EMacquarie Island Station (Australia)                 |         |
| Maitri kutatóállomás                                                                | állandó                                      | India                          | 1989     | Indiai Antarktiszi Program | Schirmacher oázis                       | d. sz. 70° 45′ 58″, k. h. 11° 43′ 56″70.766028°S 11.732278°EMaitri Station (India)                                 |         |
| Marambio kutatóállomás                                                              | állandó                                      | Argentína                      | 1969     | Laboratórium, meteorológiai állomás, 1,2 km-es leszállópálya (website)                                                                 | Seymour-Marambio sziget                 | d. sz. 64° 14′ 27″, ny. h. 56° 37′ 27″64.240861°S 56.624083°WMarambio Base (Argentina)                             | UTC-3   |
| Mario Zucchelli kutatóállomás                                                       | nyár                                         | Olaszország                    | 1986     | óceán-biológia, oceanográfia, geológia, geomorfológia, glaciológia, meteorológia, klimatológia, szeizmológia, magnetológia és ökológia | Terra Nova-öböl, Ross-tenger            | d. sz. 74° 41′ 40″, k. h. 164° 06′ 46″74.694417°S 164.112917°EMario Zucchelli Station (Italy)                      | UTC+12  |
| Matienzo kutatóállomás                                                              | időszakos                                    | Argentína                      | 1961     | |                                         | d. sz. 64° 58′ 37″, ny. h. 60° 04′ 17″64.976944°S 60.071389°WMatienzo kutatóállomás                                | UTC-3   |
| Mawson kutatóállomás                                                                | állandó                                      | Ausztrália                     | 1954     | Ausztrál Antarktiszi Divízió | Mac Robertson-föld                      | d. sz. 67° 36′ 10″, k. h. 62° 52′ 23″67.602806°S 62.873000°EMawson Station (Australia)                             | UTC+6   |
| McMurdo kutatóállomás                                                               | állandó                                      | USA                            | 1956     | | James Ross-sziget                       | d. sz. 77° 50′ 43″, k. h. 166° 40′ 11″77.845389°S 166.669778°EMcMurdo Station (USA)                                | UTC+12  |
| Melchior kutatóállomás                                                              | időszakos                                    | Argentína                      | 1947     | |                                         | d. sz. 64° 19′ 33″, ny. h. 62° 58′ 35″64.325833°S 62.976389°WMelchior kutatóállomás                                | UTC-3   |
| Mendel kutatóállomás                                                                | nyár                                         | Csehország                     | 2006     | biológiai, geológiai és éghajlatkutatás                                                                                                | James Ross-sziget                       | d. sz. 63° 48′ 06″, ny. h. 57° 53′ 08″63.801806°S 57.885528°WMendel Polar Station (Czech Republic)                 |         |
| Mirnij kutatóállomás                                                                | állandó                                      | Oroszország                    | 1956     | glaciológia, szeizmológia, meteorológia, sarki fény, kozmikus sugárzás és tengerbiológia                                               | Davis-tenger                            | d. sz. 66° 33′ 10″, k. h. 93° 00′ 35″66.552889°S 93.009667°EMirny Station (Russia)                                 |         |
| Mizuho kutatóállomás                                                                | rendszertelen                                | Japán                          | 1970     | Nemzeti Sarkkutató Intézet |                                         | d. sz. 70° 41′ 53″, k. h. 44° 19′ 54″70.698056°S 44.331667°EMizuho Station (Japan)                                 |         |
| Mologyozsnaja kutatóállomás                                                         | újranyitás 2007/2008-ban                     | Oroszország · Fehéroroszország | 1962     | meteorológia Orosz Antarktiszi Expedíció                                                                                               |                                         | d. sz. 67° 39′ 57″, k. h. 45° 50′ 33″67.665833°S 45.842556°EMolodyozhnaya Station (Russia)                         |         |
| Neumayer III kutatóállomás                                                          | állandó                                      | Németország                    | 2009     | Alfred Wegener Intézet | Atka-öböl                               | d. sz. 70° 40′ 08″, ny. h. 8° 16′ 02″70.668889°S 8.267208°WNeumayer-Station III (Germany)                          | UTC     |
| Novolazarevszkaja kutatóállomás                                                     | állandó                                      | Oroszország                    | 1961     | | Maud királyné föld                      | d. sz. 70° 49′ 21″, k. h. 11° 38′ 40″70.822528°S 11.644472°ENovolazarevskaya Station (Russia)                      |         |
| Orcadas kutatóállomás                                                               | állandó                                      | Argentína                      | 1904     | meteorológia | Orcadas-szigetek                        | d. sz. 60° 44′ 16″, ny. h. 44° 44′ 22″60.737639°S 44.739444°WOrcadas Base (Argentina)                              | UTC-3   |
| Palmer kutatóállomás                                                                | állandó                                      | USA                            | 1968     | kutatólaborok, dokk és helikopterleszállóhely                                                                                          | Anvers szigetek                         | d. sz. 64° 46′ 27″, ny. h. 64° 03′ 11″64.774194°S 64.053056°WPalmer Station (USA)                                  | UTC-4   |
| Primavera kutatóállomás                                                             | időszakos                                    | Argentína                      | 1977     | |                                         | d. sz. 64° 09′ 21″, ny. h. 60° 57′ 17″64.155833°S 60.954722°WPrimavera kutatóállomás                               | UTC-3   |
| Princess Elisabeth kutatóállomás                                                    | állandó                                      | Belgium                        | 2007     | passzív energia kutató állomás | Maud királyné föld                      | d. sz. 71° 34′ 12″, k. h. 23° 12′ 00″71.570000°S 23.200000°EPrincess Elisabeth Base (Belgium)                      |         |
| Professor Julio Escudero kutatóállomás                                              | állandó                                      | Chile                          | 1994     | Chilei Antarktiszi Intézet | György király-sziget                    | d. sz. 62° 12′ 04″, ny. h. 58° 57′ 45″62.201167°S 58.962583°WProfessor Julio Escudero Base (Chile)                 | UTC-4   |
| Progress kutatóállomás                                                              | nyár                                         | Oroszország                    | 1988     | Orosz Antarktiszi Expedíció | Prydz-öböl                              | d. sz. 69° 22′ 48″, k. h. 76° 23′ 19″69.380056°S 76.388639°EProgress Station (Russia)                              |         |
| Rothera kutatóállomás                                                               | állandó                                      | Egyesült Királyság             | 1975     | Brit Antarktiszi Program | Adelaide-sziget                         | d. sz. 67° 34′ 08″, ny. h. 68° 07′ 29″67.568972°S 68.124750°WRothera Research Station (UK)                         |         |
| Russzkaja kutatóállomás                                                             | újranyílt 2007/2008-ban                      | Oroszország                    | 1980     | Orosz Antarktiszi Expedíció | Marie Byrd-föld                         | d. sz. 74° 46′ 00″, ny. h. 136° 52′ 00″74.766667°S 136.866667°WRusskaya Station (Russia)                           |         |
| San Martín kutatóállomás                                                            | állandó                                      | Argentína                      | 1951     | laboratórium és meteorológia |                                         | d. sz. 68° 07′ 49″, ny. h. 67° 06′ 07″68.130250°S 67.102000°WSan Martín Base (Argentina)                           | UTC-3   |
| SANAE IV kutatóállomás                                                              | állandó                                      | Dél-afrikai Köztársaság        | 1997     | atmoszféra, földtudományok 1962-től | Maud királyné föld                      | d. sz. 71° 40′ 22″, ny. h. 2° 50′ 25″71.672750°S 2.840250°WSANAE IV (South Africa)                                 |         |
| St. Kliment Ohridski kutatóállomás                                                  | állandó                                      | Bulgária                       | 1988     | biológia, laboratórium, meteorológia, az első keleti-ortodox kápolna                                                                   | Emona Anchorage, Livingston-sziget      | d. sz. 62° 38′ 29″, ny. h. 60° 21′ 53″62.641389°S 60.364722°WSt. Kliment Ohridski Base (Bulgaria)                  |         |
| Scott kutatóállomás                                                                 | állandó                                      | Új-Zéland                      | 1957     | Antarktiszi környezet, Déli-óceáni és Antarktiszi ökoszisztéma                                                                         | James Ross-sziget                       | d. sz. 77° 50′ 58″, k. h. 166° 46′ 06″77.849583°S 166.768306°EScott Base (New Zealand)                             | UTC+12  |
| Sóva kutatóállomás                                                                  | állandó                                      | Japán                          | 1958     | Nemzeti Sarkkutató Intézet | East Ongul sziget                       | d. sz. 69° 00′ 16″, k. h. 39° 34′ 49″69.004333°S 39.580250°EShowa Station (Japan)                                  | GMT+3   |
| Siple kutatóállomás                                                                 | állandó                                      | USA                            | 1973     | STAR Lab |                                         | d. sz. 75° 55′, ny. h. 83° 55′75.916667°S 83.916667°W                                                              | GMT+3   |
| Svea kutatóállomás                                                                  | nyár                                         | Svédország                     | 1988     | Svéd Sarkkutató Titkárság | Maud királyné föld                      | d. sz. 74° 35′ 00″, ny. h. 11° 13′ 00″74.583333°S 11.216667°WSvea (Sweden)                                         |         |
| Tor kutatóállomás                                                                   | nyár                                         | Norvégia                       | 1993     | Norvég Sarkkutató Intézet | Maud királyné föld                      | d. sz. 71° 53′ 20″, k. h. 5° 09′ 30″71.888889°S 5.158333°ETor Station (Norway)                                     |         |
| Troll kutatóállomás                                                                 | állandó                                      | Norvégia                       | 1990     | Norvég Sarkkutató Intézet | Maud királyné föld                      | d. sz. 72° 00′ 44″, k. h. 2° 31′ 56″72.012083°S 2.532222°ETroll Station (Norway)                                   |         |
| Vernadszkij kutatóállomás                                                           | állandó                                      | Ukrajna                        | 1994     | | Galindez sziget                         | d. sz. 65° 14′ 45″, ny. h. 64° 15′ 26″65.245722°S 64.257222°WVernadsky Research Base (Ukraine)                     | UTC-3   |
| Vosztok kutatóállomás                                                               | állandó                                      | Oroszország                    | 1957     | Orosz Antarktiszi Expedíció | Antarktiszi plató                       | d. sz. 78° 27′ 52″, k. h. 106° 50′ 14″78.464389°S 106.837222°EVostok Station (Russia)                              | UTC+6   |
| Wasa kutatóállomás                                                                  | nyár                                         | Svédország                     | 1989     | Svéd Sarkkutató Titkárság | Maud királyné föld                      | d. sz. 73° 03′, ny. h. 13° 25′73.050000°S 13.416667°WWasa Station (Sweden)                                         |         |
| Zhongshan (Sun Yat-Sen) kutatóállomás                                               | állandó                                      | Kína                           | 1989     | Kínai Sarkkutató Intézet (PRIC) | Prydz-öböl                              | d. sz. 69° 22′ 24″, k. h. 76° 22′ 12″69.373333°S 76.370000°EZhongshan (Sun Yat-Sen) Station (China)                |         |

## Dokumentumfilmek
- Hogyan épülhetett (How Did They Build That, brit dokumentumfilm sorozat, 60 perc, 2019) I/8. rész, benne a Halley6 brit antarktiszi kutatóállomás építése

## Külső hivatkozások
- Research stations
- COMNAP Main Antarctic Facilities

## Fordítás
Ez a szócikk részben vagy egészben  a   Research stations of Antarctica című angol Wikipédia-szócikk ezen változatának fordításán alapul.  Az eredeti cikk szerkesztőit annak laptörténete sorolja fel. Ez a jelzés csupán a megfogalmazás eredetét és a szerzői jogokat jelzi, nem szolgál a cikkben szereplő információk forrásmegjelöléseként.